# Thomas Fearnley (pittore)
Thomas Fearnley (Halden, 27 dicembre 1802 – Monaco di Baviera, 16 gennaio 1842) è stato un pittore norvegese.

## Biografia
Si formò tra il 1821 e il 1823 all'accademia di belle arti di Copenaghen, poi tra il 1823 e il 1827 in quella di Stoccolma.

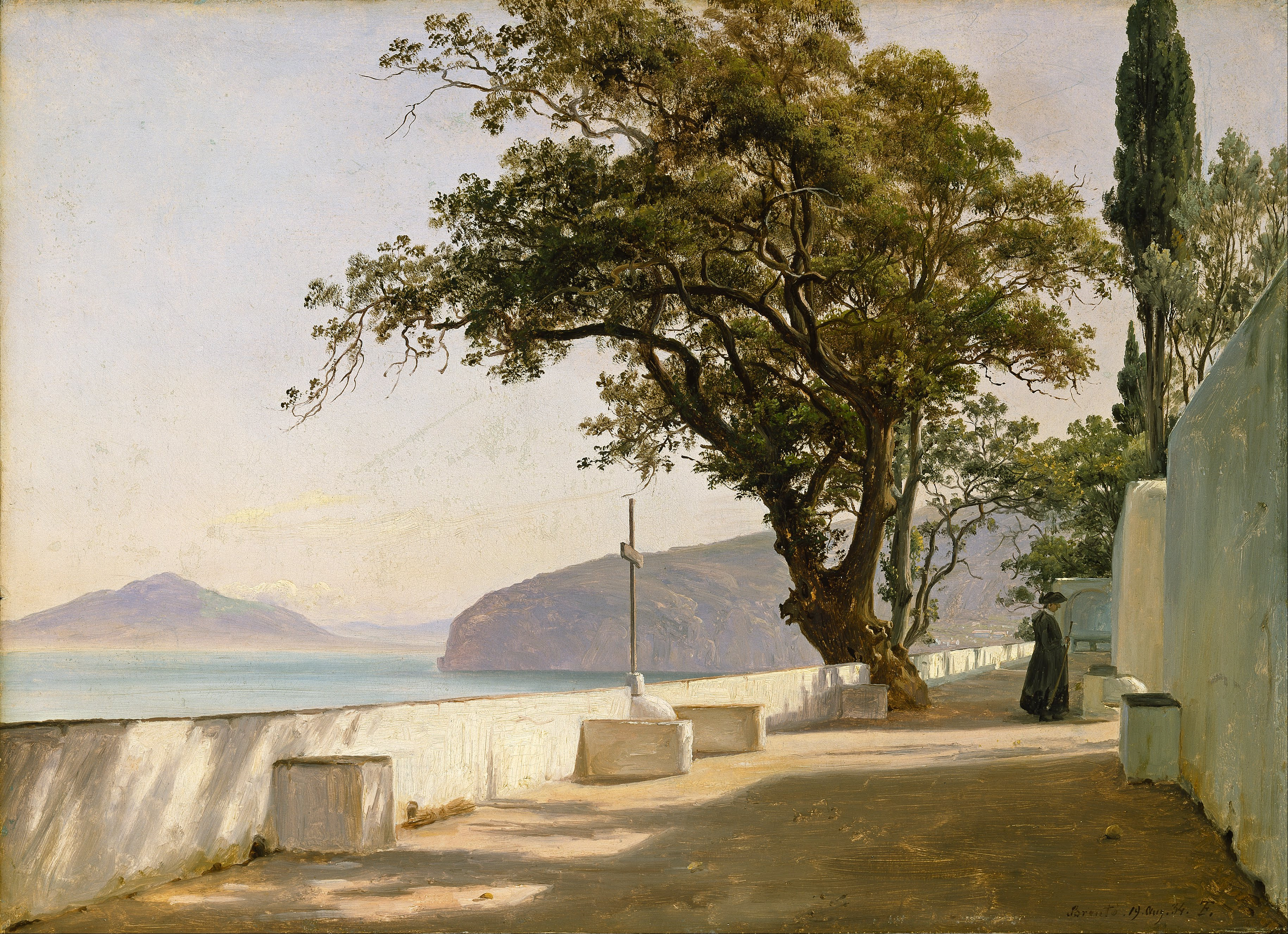
Terrazza delle querce, Galleria nazionale di Oslo

Fu in seguito a Dresda dal 1828 al 1830, allievo di Johan Christian Dahl e si avvicinò all'arte di Caspar David Friedrich, ad esempio nella Caccia alla selvaggina di stagno del 1828 del Louvre di Parigi.
Durante i soggiorni a Monaco (1830-1832) e in Italia (1833-1835) perfezionò nello spirito di Dahl il suo talento di paesaggista romantico, ma affrontò soprattutto la composizione. Le  piccole tele e gli schizzi realizzati in Italia sono tra le sue opere più finemente colorate, come nella Terrazza  delle querce a Sorrento del 1834, ora alla Galleria nazionale di Oslo.
Soggiornò in Inghilterra tra il 1836 e il 1838 e fu il primo pittore norvegese a conoscere l'arte di William Turner e John Constable. Nel corso di viaggi in Svizzera (1836) e Norvegia (1839) concepì le sue opere principali, come il Torrente di Labro del 1837, il Ghiacciaio di Grindenwald del 1838, la Betulla di Slinde del 1839 nella Galleria nazionale di Oslo.
Nel 1840 sposò Cecilia Catharine Andresen (1817–1888), figlia del suo benefattore, il banchiere Nicolai Andresen, fondatore della Andresen Bank, una delle principali banche commerciali della Norvegia. Nell'autunno del 1841 la coppia si trasferì ad Amsterdam per la nascita dell'unico figlio Thomas Nicolay Fearnley (1841-1927), che divenne un magnate nel settore della navigazione.